# Suhpalacsa flavipes
Suhpalacsa flavipes is een insect uit de familie van de vlinderhaften (Ascalaphidae), die tot de orde netvleugeligen (Neuroptera) behoort. 
Suhpalacsa flavipes is voor het eerst wetenschappelijk beschreven door Leach in 1814.